# Зинка (фильм)
«Зинка» — советский короткометражный фильм 1969 года, дипломная работа выпускников ВГИКа режиссёров-студентов Светланы Дружининой и Валентина Попова, первого выпуска мастерской И. В. Таланкина, который был художественным руководителем фильма.
Фильм был признан лучшим на VI-ом Кинофестивале студенческих фильмов ВГИК (1969), исполнительница главной роли актриса Виктория Фёдорова была отмечена призом «За лучшую женскую роль» и дипломом газеты «Комсомольская правда».

## Сюжет
История любви деревенской девушки по рассказу Виктора Лихоносова «Что-то будет».
Зинка — молодая крестьянка, в поношенном ватнике, сапогах и платке, мать маленького ребёнка, замученная мужем-пьяницей. Была у неё когда-то любовь — парень Василий, но он уехал учиться в институт, попал по распределению на работу в город. Зинка вышла замуж за Николая, ждала его из армии, но он оказался не таким, каким хотела бы его видеть Зинка. Приезд Василия на несколько дней в родное село всколыхнул душу Зины… Василий говорит, что любит её, зовёт с собой в город. Не угасавшая мечта о былой любви, которая как казалось, прошла мимо, может стать реальностью…

В этой картине взаимная любовь героев прекрасна и обречена, она уже невозможна для Зинки. Актриса играла, как бы позволяя героине в какие-то минуты забыть о том, что вот-вот придет конец ее радости, надеждам на счастье. Но очень скоро вспоминала, что ничего этого быть не может и не будет. Уходил блеск глаз. Оставалась улыбка, последнее, что она дарила любимому. Не могла Зинка бросить мужа, потому что тогда ему уж точно конец. Не могла лишить ребенка родного отца. Прощалась с любимым горьким, долгим поцелуем. Сыграла финал сильно и мужественно. Фёдоровой было дано преображать, как бы дорисовывать реалии.— киновед Эльга Лындина

## В ролях
- Виктория Фёдорова — Зина
- Виталий Соломин — Василий
- Михаил Чигарёв — Николай
- Александра Дорохина — Валя
- Александр Лукьянов — Михаил
- Надежда Федосова — баба Саня
- Александра Магницкая — бабка
- Георгий Светлани — дед

## Критика
Как отмечал журнал «Искусство кино» (1969): «сильная сторона этой картины — актёрские работы», по мнению киноведа Эльги Лындиной режиссёры-студенты «рискнули снять обольстительную красавицу в роли сельской бабы в поношенном ватнике, сапогах, платке» и актриса Виктория Фёдорова отлично справилась с этой характерной ролью.